# Кавалерийская бригада ЭЛАС
Кавалерийская бригада ЭЛАС (греч. Ταξιαρχία ιππικού του ΕΛΑΣ) — воинская часть Народно-освободительной армии Греции (ЭЛАС) в годы Второй мировой войны.

## Греческая кавалерия во Второй мировой войне

Расположение Фессалии на карте Центральной Греции

Накануне Второй мировой войны греческая кавалерия состояла из двух сугубо кавалерийских, без бронетехники, формирований: кавалерийской дивизии Георгиоса Станотаса и отдельной кавалерийской бригады. Греческие кавалеристы успешно действовали как против итальянской армии, так и против Вермахта, после того как гитлеровская Германия пришла на помощь своим союзникам. 
Примечательно, что сразу после дифирамбов Гитлера героическим защитникам линии греческой обороны на греко-болгарской границе немецкая сторона признаёт успехи греческих кавалеристов дивизии Станотаса в её противостоянии 1-й дивизии СС «Адольф Гитлер».
После того как командующий армией Западной Македонии генерал-лейтенант Цолакоглу в нарушение приказа подписал протокол «почётной капитуляции», кавалерийская дивизия отошла 24 апреля к Отовуни, у фессалийского города Каламбака. Станотас разбил личный состав на группы, по принципу географического происхождения, и, снабдив их продовольствием, предоставил им временные отпуска. Дивизия была распущена, не потерпев ни одного поражения на поле боя.

## Начало оккупации

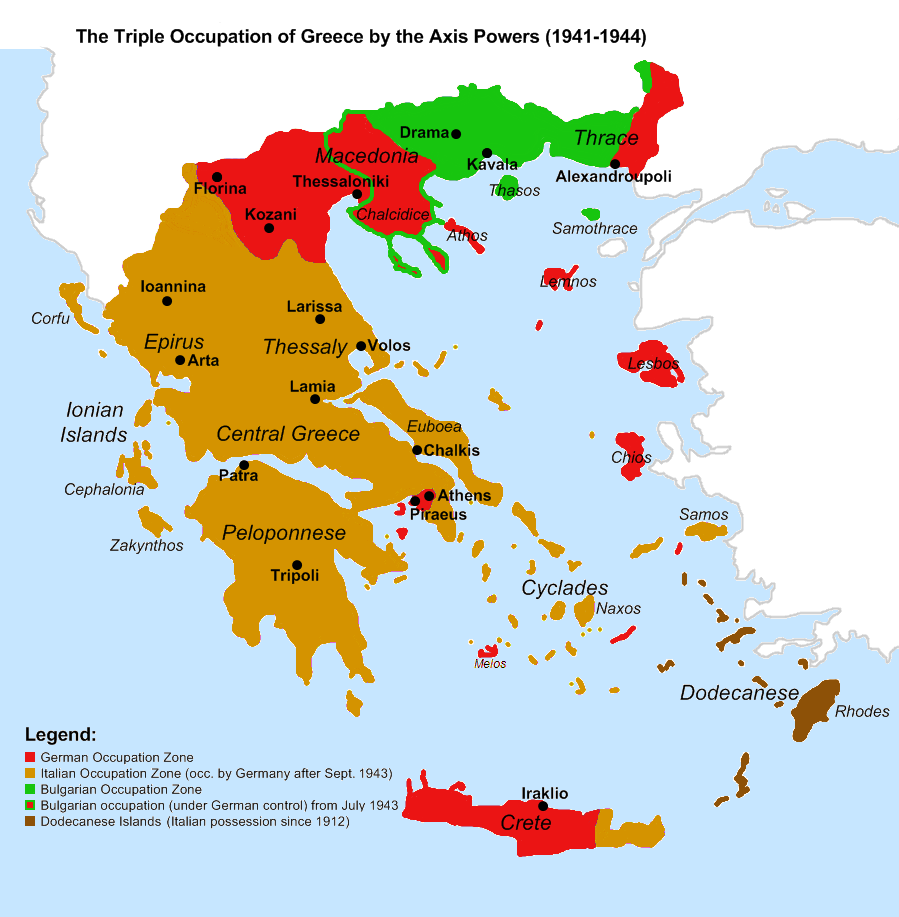
Карта трёх оккупационных зон в Греции.

С началом оккупации Греция была разделена на 3 оккупационные зоны — немецкую, итальянскую и болгарскую. Фессалия, за исключением немногочисленных немецких гарнизонов, полностью находилась под итальянским контролем. Основным итальянским соединением в Фессалии была дивизия «Пинероло», в составе которой входил кавалерийский полк «Аоста» (6º Reggimento «Lancieri di Aosta»). Хотя в окружающих Фессалию горах Олимп, Пинд, Отрис, Пелион и Оса почти сразу обосновались греческие партизаны, в равнинных регионах их деятельность была ограничена присутствием моторизированных частей «Пинероло» и кавалеристов «Аосты». Возможности для развития партизанского движения в равнинных районах Фессалии несколько возросли к началу 1943 года, в связи с оттоком из региона на Восточный и Африканские фронты значительных сил авиации и бронетехники, как итальянской, так и немецкой армий. Это не означает, что деятельность германской и итальянской авиации прекратилась. Так, например, 1 июля 1943 года разведывательный немецкий самолёт был подбит партизанами ЭЛАС над селом Софадес и один из его пилотов был убит. После этого Софадес подвергся массированной бомбёжке немецкой авиации, в результате которой село было разрушено. Погибли около 40 жителей:97. 
Немецкая авиация продолжала действовать и в соседних регионах континентальной Греции. Так например, 29 июля 1943 года в бомбардировке села Трехлон в Ахее приняли участие 21 немецких штурмовиков:125.

## Первые кавалерийские отряды Фессалии

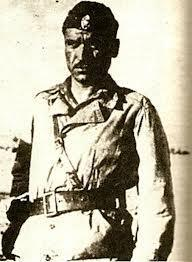
Димитрис Тасос (Букувалас).

Первые кавалерийские отряды греческих партизан в Фессалии были организованы в горах и предгорьях, но, в силу ограниченной материальной базы и ограниченного числа располагаемых коней, были немногочисленны. Получив информацию о планах итальянцев вторгнуться в освобождённые горные районы Западной Фессалии, командование ЭЛАС срочно перебросило с гор Осса и Пелион 2 кавалерийских отряда под командованием Георгиса Зароянниса («Καβαλάρης» - всадник) и Димитриса Тасоса (Букуваласа) к предгориям Пинда. Рискованный марш через оккупированную долину состоялся ночью. Число кавалеристов не превышало 150 человек.

## Сражение при Порте

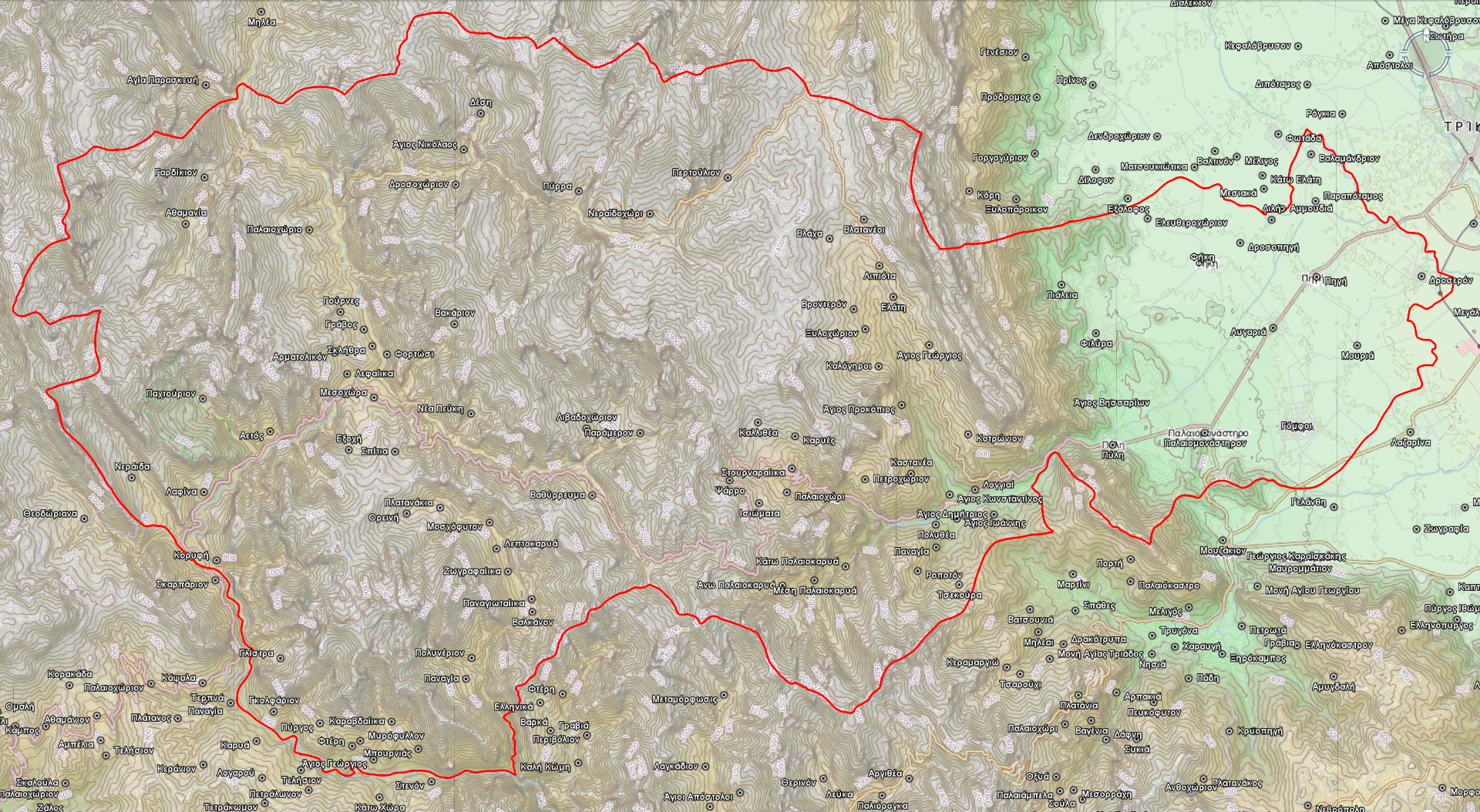
Село Пиле, расположенное при входе в ущелье на дороге ведущей в горный массив Пинда.

Кавалеристы заняли позицию у села Пили (Порта). И архаическое имя Пили (Пиле) и современное Порта имеют одно и то же значение –Ворота. Село было первым при входе в ущелье, ведущем в контролируемы партизанами горный массив Пинда. Группа 40 местных резервистов (самооборона) прикрывала кавалеристов с севера, другая группа самооброны в 50 бойцов прикрывала их с юга. В общей сложности силы оборонявших Пили (Порта) насчитывали 230 - 250 бойцов. В ночь с 7 на 8 июня итальянские силы, в составе двух батальонов мотопехоты, двух эскадронов кавалерийского полка «Аоста», одной артиллерийской батареи, 2 рот влашских легионеров, при поддержке 4 бомбардировщиков и 1 разведывательного самолёта, в общей сложности 4.500 человек, под командованием полковника кавалерии Берти, предприняли наступление на Пили (Порту). 
В течение 8-9 июня кавалеристы Зароянниса-Букуваласа, под артиллерийским и авиационным обстрелами, сдерживали 30-кратные силы итальянцев. На второй день кавалеристы взорвали мост Кондили на речке Портаико. Итальянцы не решились углубиться в ущелье и на этом сражение при Порта завершилось. Итальянцы потеряли около 300 человек убитыми. Генерал Сарафис, в своих мемуарах, пишет о 500 убитых итальянцах. В отместку, по приказу полковника Берти, итальянцы сожгли сёла Музаки, Склатена, Вациниа, Порти сопровождая разрушения убийствами жителей :86. 
Сражение при Порта имело огромное значение для региона. Немцы осознали что у них не было союзников способных поддерживать оккупационный порядок. Вооружённые итальянцами «легионеры» были способны только к убийству мирного населения и грабежу. После сражения итальянцы разоружили и разогнали арумынские легионы. Через 3 месяца, здесь, в Порте, генерал Инфанте подпишет сдачу дивизии Пинероло партизанам Народно-освободительной армии Греции (ЭЛАС)

## Разоружение дивизии Пинероло
После выхода Италии из войны, «Пинероло» стал единственным крупным итальянским соединением на территории Греции, части которого перешли на сторону или согласились сотрудничать с греческим Сопротивлением. Это было закреплено протоколом подписанным 11 сентября в Пили (Порта), который подписали от «Пинероло» генерал Инфанте, от ЭЛАС генерал Сарафис и Арис Велухиотис и от британской миссии подполковник Крис Вудхауз. Протокол предусматривал, что итальянцы, изъявившие желание продолжить войну на стороне греческих партизан, сохранят оружие и малыми соединениями будут располагаться между греческими позициями. Не желавшие воевать, будут разоружены и размещены в лагерях. Когда обстановка позволит, все желающие будут перевезены в Италию. 
Немецкие войска вошли в город Лариса и немедленно направились к городу Трикала, чтобы не допустить сдачу итальянцев. На их пути встала 1-я дивизия ЭЛАС, принявшая бой на шоссе Лариса-Трикала, чтобы дать возможность итальянцам отойти. Когда в полдень 12 сентября немцы вошли в Трикала, итальянские части были выведены из города. 
Под командованием Инфанте, после сдачи дивизии греческим партизанам, оставались в общей сложности 5500 человек — цифра значительно меньшая 14 тыс. состава «Пинероло» на 8-е сентября. 22 сентября итальянская артиллерия приняла участие в отражении попытки немцев вступить в горные районы Пинда
Использование 100 кавалеристов «Аосты» в рейде на аэродром Ларисы практически окончилось неудачей. 
Вудхауз отмечает, что «Пинероло» находилась в стадии разложения. 
После мелких стычек итальянцев с немцами, Сарафис пришёл к выводу, что у итальянцев не было никакого желания воевать и что порядок поддерживался офицерами по настоянию англичан, чтобы избежать разоружения для дальнейшего возможного использования итальянцев против ЭЛАС. 
Генштаб ЭЛАС пришёл к заключению, что итальянцы скорее всего ущербны и в случае немецкого наступления оставят позиции, внеся смятение в частях ЭЛАС. Предложение о их разоружении не было принято англичанами. Одновременно, по информации с мест, часть итальянских офицеров продолжала быть верной фашизму и была готова к сотрудничеству с немцами.
Читая приказы Инфанте, где шла речь о коммунистическом ЭЛАС, который ставил себе целью установление большевистского режима в Греции, командование ЭЛАС пришло к окончательному заключению, что Инфанте находился под воздействием британской миссии. 13 октября в создавшейся конфронтации с англичанами и их попытках использовать итальянцев против ЭЛАС, Генштаб принял решение о разоружении Пинероло. 
Секретным приказом была назначена операция на 14 октября. 150 партизан-кавалеристов ЭЛАС внезапной атакой разоружила 800 человек кавалерийского полка «Аосты» — самой боеспособной единицы дивизии «Пинероло» (Тасос - Букувалас, который руководил операцией пишет, что непосредственное участие в бою и разоружении 800 итальянцев приняли только 60 его кавалеристов. В 2-х часовом бою погибло 19 итальянцев. Остальные итальянские части сдались без боя.

## Создание кавалерийской бригады

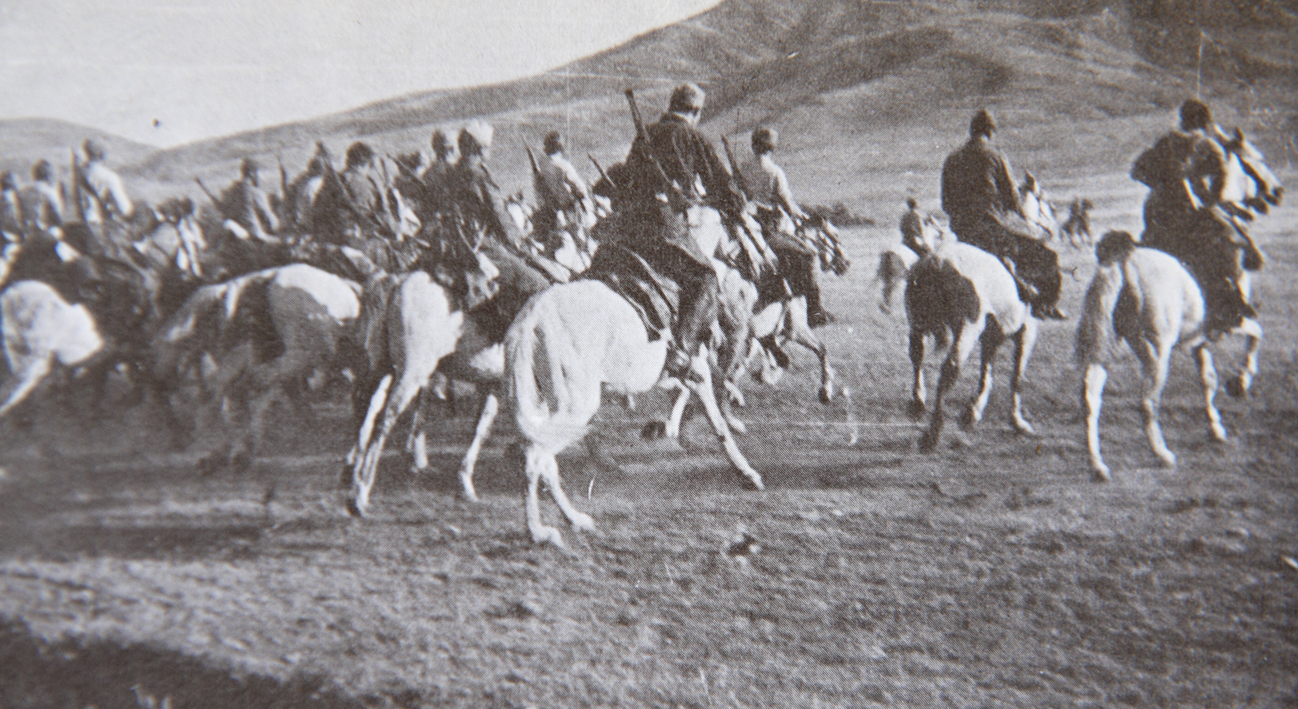
Кавалерийская бригада ЭЛАС в Фессалии

В ходе операции по разоружению кавалерийского полка «Аоста» были захвачены 10 грузовиков, 2 броневика, 8 орудий, сотни винтовок и автоматов, и, главное, 1200 коней и необходимое для них снаряжение и корм. 
Букувалас запросил генштаб прислать ему срочно кавалеристов. Генштаб отреагировал немедленно и к Букуваласу стали прибывать партизаны, служившие раннее в кавалерийских частях греческой армии. 
При 1-й дивизии Народно-освободительной армии Греции (ЭЛАС) была создана кавалерийская бригада Фессалии. Командование бригадой приняли Букувалас и бывший комдив 13-й дивизии ЭЛАС, полковник кавалерии Д. Кассандрас. 
Создание кавалерийской бригады позволило ЭЛАС расширить зону своего контроля на фессалийскую равнину. 
Создание бригады стало одной из предпосылок успешной «Битвы за урожай», которая не дала возможность оккупантам приложить руку к хлебу греческой житницы, Фессалии. 
Совместно с другими частями ЭЛАС бригада вела бои у фессалийских городов, как например у села Ахладья Кардицы 25 мая 1944 года. 
Одновременно бригада разгромила отряды коллаборационистов Костопулоса и Антонопулоса. 
23 октября 1944 года кавалерийская бригада первой вступила в освобождённую силами ЭЛАС фессалийскую столицу, город Лариса.

## Британская интервенция

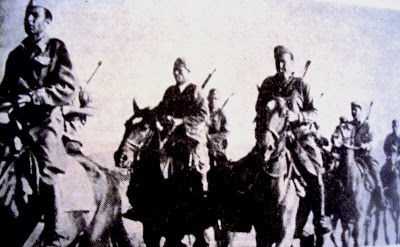
Кавалерийская бригада ЭЛАС на марше.

К началу британской интервенции в декабре 1944 года бригада насчитывала 1100 бойцов, и, кроме 1000 коней, располагала автомобилями и несколькими танками и броневиками. 
Командирами по прежнему оставались полковник Кассандрас и Тасос (Букувалас), начальником штаба был капитан Карастатис:758. 
Бригада была направлена к Афинам, но оставалась в резерве:129. 
Своё несогласие с умеренной тактикой командования ЭЛАС и ищущего компромисс руководства компартии Греции Тасос (Букувалас) выразил фразой «Вместо того чтобы обрушиться на врага всеми располагаемыми силами, командование подаёт на английскую мельницу малые силы, чтобы она (английская мельница) успевала размалывать их». После того как силы ЭЛАС отошли от Афин и стали готовиться к новой затяжной партизанской войне, один из эскадронов корпуса 12 января 1945 нанёс поражение у Фермопил переброшенному из Италии британскому соединению. Примечательно, что пленные британские офицеры были инструктированы своим командованием, что они будут воевать против немцев (оставивших Грецию в октябре 1944), которым оказывает поддержку ЭЛАС:785. 
Однако продолжая политику компромисса и полагая что это приведёт к миру в стране, руководство КПГ подписало Варкизское соглашение, согласно которому силы ЭЛАС подлежали разоружению. 
28 февраля 1945 года части ЭЛАС сдали своё оружие временному правительству и англичанам:794. 
Кавалерийская бригада прекратила своё существование.

## Воссоздание бригады
В последовашем периоде «Белого террора» многие бывшие кавалеристы бригады, включая её командира Тасоса (Букуваласа) были гонимы и заключены в тюрьмы:799. 
С началом гражданской войны (1946—1949) бригада была воссоздана и получила название «Кавалерийская бригада Демократической армии Греции».